# Winfried Böhm
Winfried Böhm (* 22 de marzo de 1937 en Šluknov, Checoslovaquia) es un pedagogo alemán. Es profesor emérito de educación en la Universidad de Würzburg y profesor visitante en universidades de casi todos los continentes.

## Carrera profesional
Böhm es hijo de padres alemanes. Tras su formación y experiencia en la banca y después de estudiar música, Böhm estudió filosofía, pedagogía, teología, psicología, historia, ciencias políticas y musicología en Bamberg, la Universidad de Würzburg (Alemania) y Universidad de Padua (Italia).
El 22 de agosto de 1969, se graduó como Doctor en Filosofía en la Universidad de Würzburg con la dissertación Maria Montessori Hintergrund u. Prinzipien ihres pädag. Denkens; en 1973 fue habilitado como Profesor Matriculado de Filosofía Educativa, y desde 1974 hasta 2005, fue Director del Instituto de Pedagogía en la Universidad de Würzburg.
De 1987 a 1988 fue Research Fellow en el Instituto Holandés para Estudios Avanzados en Humanidades y Ciencias Sociales. Desde 1983 hasta 1999 fue Presidente del Instituto para la Cultura Europea y Educación en Garda Riviera (Italia). De 1987 hasta 2000, fue Presidente del German Montessori Society. También codirector de revistas profesionales, como por ejemplo: Rassegna di Pedagogia (Roma), Pedagogia e Vita (Brescia), Vierteljahrsschrift für wissenschaftliche Pädagogik (Paderborn).
Ha sido Profesor Invitado en numerosas universidades Europeas (Roma, Padova, Cosenza, Salamanca, Liége), en África (Universidad de Lagos, Ibadán, Cairo), en Asia (Tokio, Teherán, Isfahán), en los Estados Unidos (Evanston, Provo, Harvard) y en  América Latina (Universidad de Córdoba, Buenos Aires, Santiago de Chile, Lima, Caracas, Ciudad de Panamá, y Ciudad de México).

## Premios
- 1987 Doctorado honoris causa por la Facultad de Filosofía de la Universidad Católica de Córdoba (Argentina).
- 1987 Premio por investigación por parte del instituto de los Países Bajos.
- 2004 Papa Juan Pablo II: Caballero de la Orden de San Silvestre.[8]
- 2016 Premio Europeo Capo Circeo.[9]

### Tesis
- Böhm, Winfried (1969). Maria Montessori Hintergrund u. Prinzipien ihres pädag. Denkens (Würzburg, Phil. F., Diss. v. 22. Aug. 1969 (Nicht f. d. Aust.), U 69.17878). Würzburg.